# Paspié

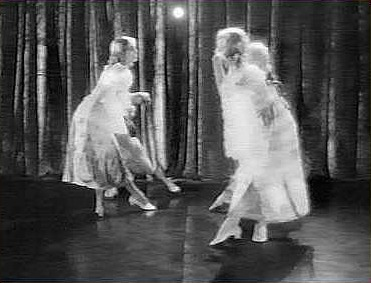
Passepied de opéra-entracte L'Os de chagrin

El pasapié o paspié, del francés passepied es una danza cortesana francesa y una forma instrumental que se cultivó durante los siglos XVI al XVIII, que se encuentra con frecuencia en la ópera barroca francesa y el ballet, sobre todo en las escenas pastorales. 

## Historia y ejemplos
La mención histórica más antigua del passepied fue hecha por Noël du Fail en 1548, quien dijo que era común en las cortes bretonas. Posteriormente, François Rabelais y Thoinot Arbeau confirman en sus obras del siglo XVI la danza como un tipo de branle característico de Bretaña. En este momento, sin embargo, era un baile rápido en tiempo binario con frases de tres compases, por tanto del tipo simple de branle.
Durante el periodo barroco el passepied era un pariente más rápido del minueto.
Johann Mattheson describió en 1739 el passepied como un baile rápido, con un carácter que se acercaba a la frivolidad, razón por la cual carecía del "entusiasmo, rabia o calor expresado por la gigue". En Francia se utilizaba exclusivamente para bailar, mientras que en Italia solía emplearse como final para sinfonía instrumental.
A mediados y finales del barroco fue utilizado también en las suites orquestales y de teclado, donde por lo general los passepieds aparecían en pares, reapareciendo el primero después del segundo a modo de da capo.
La música es un ejemplo de un movimiento de danza en la música barroca con un ritmo rápido y un compás de 3/8 o 6/8, en ocasiones 3/4. Por ejemplo, los Passepied I y II de la Suite para orquesta n.º 1, BWV 1066 de Johann Sebastian Bach, cada sección comienza con una anacrusa. Los passepieds a veces aparecen en suites como la Suite n.º 1 en fa de Música acuática de Haendel o la Obertura en estilo francés para clave, BWV 831 de Bach, donde hay dos Passepieds en tonalidades menores y mayores respectivamente, que se tocarán alternativemente siguiendo el orden I, II, I. 
En el paspié se pueden introducir los síncopas a diferencia del minué, que apenas los admite. Algunas veces a la primera parte le sigue otra en menor la cual concluida se vuelve a la primera que se llama paspié mayor. 

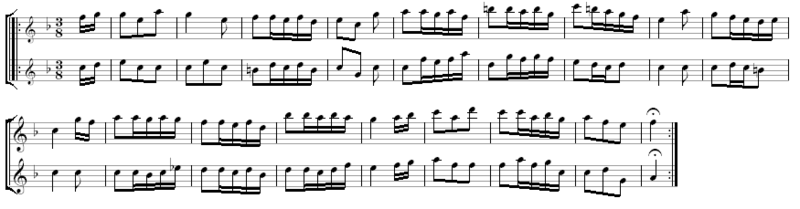
Extracto de Passepied de Johann Christoph Schultze.

Léo Delibes escribió un passepied como parte de su música incidental para la obra Le roi s'amuse de Victor Hugo. Posterior es el cuarto y último movimiento de la Suite bergamasque para piano, de Claude Debussy titulado Passepied. Otro ejemplo aún más reciente es el tercer movimiento de la Sinfonía en do de Igor Stravinsky, que consiste en un minué, passepied y fuga.